# Fábrica de semicondutores
Na industria micro-eletrónica uma unidade de fabricação de semicondutores é uma fábrica, onde os dispositivos, tais como circuitos integrados são fabricados.
Uma empresa que opera uma fábrica de semicondutores com a finalidade de fabricar designs (desenhos ou projetos) de outras empresas, tais como companhias de semicondutores sem fábricas, é conhecido como uma fundição. Se uma fundição não produzir nenhum projecto seu é considerada uma fundição de semicondutores pura.
Fábricas de semicondutores necessitam de muitos dispositivos caros para operarem. De acordo com estimativas, o custo de construção de uma nova fábrica é de mais de mil milhões de dólares, sendo comum valores de $3 a 4 mil milhões de dólares. TSMC investiu $9,3 mil milhões em sua Fab15 300 mm wafer (fábrica) em Taiwan.
A parte central da fábrica é a sala limpa, uma área onde o ambiente é controlado para eliminar toda a poeira, pois mesmo um único pontinho de poeira pode arruinar um microcircuito, que tem características muito menores do que poeira. A sala de limpa também deve ser atenuada contra vibração e mantida dentro de faixas estreitas de temperatura e humidade. Controlar a temperatura e a humidade é essencial para reduzir a eletricidade estática.
A sala limpa contém o steppers para fotolitos, decapagem, limpeza, doping e corte em cubos máquinas. Todos estes dispositivos são extremamente precisos e, portanto, extremamente caros. Preços para peças mais comuns de equipamentos para o processamento de wafers de 300 mm variam de $700.000 até $4,000,000, sendo que algumas peças de equipamento poderão chegar a valores tão altos quanto $50.000.000 (e.g. steppers). Uma fábrica de microprocessadores tem tipicamente várias centenas de equipamentos.

## História
Normalmente, um avanço na tecnologia de produção de chips requer a construção de uma fábrica nova. No passado, os equipamentos de uma fábrica de semicondutores não eram muito caros, e havia um enorme número de pequenas fábricas produzindo pequenos chips em pequenas quantidades. No entanto, o custo dos equipamentos tem crescido bastante, ao ponto de uma fábrica nova custar vários milhares de milhões de dólares.
Outro efeito colateral do custo tem sido o desafio de usar fábricas mais antigas. Para muitas companhias as fábricas mais antigas são úteis para produzir designs para mercados exclusivos, como de processadores embutidos, memória flash, e microcontroladores. Contudo, para empresas com menos linhas de montagem de produto, é muitas vezes melhor alugar a fábrica, ou mesmo fechá-la totalmente. Isto porque o custo de atualizar uma fábrica existente para produzir dispositivos que necessitam de novas tecnologias pode exceder o custo de uma fábrica nova.
Tem havido uma tendência para produzir cada vez maiores wafers, de modo que cada etapa do processo seja realizado em mais e mais chips de uma vez. O objetivo é difundir os custos de produção (químicos, tempo de fábrica) por um maior número de chips. É impossível (ou pelo menos impraticável) adaptar máquinas antigas para suportarem wafers maiores . Isto não significa que fundições que não estejam preparadas fiquem imediatamente obsoletas; fundições antigas podem ser mais baratas para operar, ter mais produção de chips e continuarem produtivas. 
Em 2014, o estado-de-o-arte para o tamanho de um wafer era de 300 mm (12 pol.). A indústria tem como objetivo avançar para wafers de 450 mm de tamanho até 2018. Em Março de 2014, a Intel esperava que os 450 mm estivessem em uso até 2020. Além disso, há uma grande pressão para automatizar completamente a produção de chips semicondutores desde o inicio até ao final do processo. Isso é muitas vezes referido como o conceito "lights-out fab".
O International Sematech Manufacturing Initiative (ISMI), uma extensão ao consórcio SEMATECH dos USA, está patrocinando a iniciativa "300 mm Prime". Um importante objetivo da iniciativa é permitir que uma fábrica de semicondutores possa produzir lotes mais pequenos de chips e possa lidar melhor com alterações dos padrões de consumo de dispositivos electrónicos por parte dos consumidores. A lógica é que uma fábrica possa produzir lotes pequenos mais facilmente e com maior eficiência e possa mudar para a produção de outros chips diferentes necessários para novos dispositivos electrónicos. Outro objetivo importante é reduzir o tempo de espera entre as etapas de processamento.

## Ler mais
- "Chip Makers Watch Their Waste", The Wall Street Journal, July 19, 2007, p.B3